# Pempsamacra carteri
Pempsamacra carteri là một loài bọ cánh cứng trong họ Cerambycidae.